# هری گوردون سلفریج
هری گوردون سلفریج (انگلیسی: Harry Gordon Selfridge) (زاده ۱۱ ژانویه ۱۸۵۸ - درگذشته ۸ مه ۱۹۴۷) کارآفرین، بازرگان، نویسنده و مدیر ارشد اجرایی بریتانیایی بود، که در سال ۱۹۰۹ فروشگاه سلفریجز را تأسیس نمود.